# 13560 La Pérouse
För andra betydelser, se La Pérouse.
13560 La Pérouse eller 1992 RX6 är en asteroid i huvudbältet som upptäcktes den 2 september 1992 av den belgiske astronomen Eric W. Elst vid La Silla-observatoriet. Den är uppkallad efter den franske upptäcktsresanden Jean-François de La Pérouse.
Asteroiden har en diameter på ungefär 9 kilometer och den tillhör asteroidgruppen Eos.